# 比蒂斯布拉夫 (密西西比州)
比蒂斯布拉夫（英語：Beatties Bluff）是位於美國密西西比州麥迪遜縣的鬼鎮。

## 地理
比蒂斯布拉夫所處的海拔為高於海平面50米（即164英呎），而該地所採用的時區為UTC-6，即北美中部時區（CST）。同時該地設有夏令時間，為UTC-6調快一小時，即UTC-5（CDT）。